# Roderes (Llimiana)
Roderes és un paratge del terme municipal de Llimiana, al Pallars Jussà.
Es troba a prop i al nord-nord-oest de la vila de Llimiana, en el coster que des del turó on es troba la vila davalla cap als Masos de Llimiana. És a l'esquerra del torrent de la Font del Mas.